# شتوکزه
شتوکزه (به آلمانی: Stocksee) یک شهر در آلمان است که در زگه‌برگ واقع شده‌است. شتوکزه ۴۲۷ نفر جمعیت دارد.